# Cinnamomum vitiense
Cinnamomum vitiense är en lagerväxtart som beskrevs av André Joseph Guillaume Henri Kostermans. Cinnamomum vitiense ingår i släktet Cinnamomum och familjen lagerväxter. Inga underarter finns listade i Catalogue of Life.